# Gomma (woreda)
Pour les articles homonymes, voir Gomma et Goma (homonymie).
Gomma ou Goma (en oromo : Gommaa) est un woreda de l'ouest de l'Éthiopie situé dans la zone Jimma  de la région Oromia. Il a 213 023 habitants en 2007 et son chef-lieu est Gembe.

## Origine et nom
Le woreda Gomma tient son nom de l'ancien royaume de Gomma dont la capitale était Agaro.

## Situation
Situé dans la zone Jimma de la région Oromia, le woreda Gomma est bordé par Gumay, Limmu Kosa, Mena, Seka Chekorsa, Shebe Senbo et Gera et il enclave le woreda séparé constitué par la ville d'Agaro.
Son chef-lieu est Gembe qui se trouve sur la route principale Bedele-Jimma, une dizaine de kilomètres à l'est d'Agaro,.
Les autres agglomérations sont Choche, ou « Koche » environ 8 km au nord de Gembe et Agaro,, et Limushay dans le nord-est du woreda,.
Beshasha, située une quinzaine de kilomètres au sud-ouest d'Agaro, se trouve également dans le woreda Gomma.

## Population
Au recensement national de 2007, le woreda compte 213 023 habitants dont 6 % de citadins. Gembe est la principale agglomération avec 6 056 habitants, elle est suivie par Choche et Limushay avec 3 917 et 2 896 habitants  respectivement. La majorité des habitants (84 %) sont musulmans, 15 % sont orthodoxes et 1 % sont protestants.
En 2022, sa population est estimée à 306 425 personnes avec une densité de population de 354 personnes par km2 et 865 km2 de superficie.